# Jan Filipkowski
Jan Filipkowski (ur. 23 stycznia 1929 w Buszkowie koło Bydgoszczy, zm. 30 stycznia 2021 w Koszalinie) – polski inżynier budownictwa, profesor i rektor Wyższej Szkoły Inżynierskiej w Koszalinie.

## Życiorys
Urodził się w rodzinie rolniczej Adama i Bolesławy z Chojnowskich. W 1941 razem z rodziną przeżył wysiedlenie do Generalnego Gubernatorstwa. Po wojnie uzupełnił podstawowe wykształcenie w rodzinnej miejscowości, następnie ukończył szkołę średnią w Bydgoszczy. W latach 1950–1956 studiował na Wydziale Budownictwa Lądowego Politechniki Gdańskiej. Po studiach podjął pracę na tej uczelni jako asystent, następnie starszy asystent, a po uzyskaniu stopnia doktora nauk technicznych (1964) – jako adiunkt.
W 1968 związał się z organizowaną w Koszalinie Wyższą Szkołą Inżynierską (od 1996 Politechnika Koszalińska). Był w gronie pierwszych zatrudnionych pracowników uczelni (obok m.in. docenta Jerzego Smoleńskiego), w czerwcu 1968 uzyskując nominację na stanowisko docenta. Współtworzył Katedrę Mechaniki Budowli (do 1974 pod nazwą Zespół Mechaniki Budowli, 1974–1991 Zakład Mechaniki Budowli), którą kierował (z przerwami) do 1996. Brał udział również w tworzeniu Międzyzakładowego Laboratorium Wytrzymałości i Konstrukcji Budowlanych oraz Ośrodka Elektronicznej Techniki Budowlanej. W lipcu 1978 jako pierwszy pracownik naukowo-dydaktyczny Wyższej Szkoły Inżynierskiej w Koszalinie uzyskał tytuł profesora nadzwyczajnego, w 1991 został profesorem zwyczajnym. W latach 1978–1981 pełnił funkcję rektora Wyższej Szkoły Inżynierskiej. W okresie jego kadencji rektorskiej doszło m.in. do uruchomienia studium doktoranckiego przy udziale Politechniki Gdańskiej. W latach 1987–1989 pracował na Uniwersytecie Dar es Salaam w Tanzanii. Po powrocie przez dwie kadencje był dziekanem Wydziału Budownictwa i Inżynierii Środowiska uczelni koszalińskiej (1990–1996) i na tym stanowisku powołał Laboratorium Techniki Budowlanej (współpracujące z Instytutem Techniki Budowlanej w Warszawie) oraz doprowadził do uzyskania praw doktoryzowania przez wydział.
Specjalizował się w teorii konstrukcji inżynierskich. Jego prace obejmowały m.in. dwuwymiarowe zagadnienia teorii naprężeń cieplnych oraz praktyczne metody obliczania konstrukcji wiszących i ich zastosowanie w projektowaniu i wykonawstwie unikatowych przekryć dachowych o dużych rozpiętościach. W zakresie prac inżynierskich uczestniczył w odbudowie kościoła św. Jakuba w Gdańsku, budowie kościoła w Laskach pod Bydgoszczą, renowacji obiektów sakralnych polskich i ukraińskich. Był również współtwórcą przekrycia amfiteatru koszalińskiego i sztucznego lodowiska w Bydgoszczy, a także zajmował się modernizacją tekstylnego przekrycia amfiteatru w Połczynie-Zdroju i przekrycia Wodnego Centrum Rekreacyjno-Sportowego w Gryfinie. Ogłosił szereg publikacji naukowych, m.in. monografię Problemy drgań fundamentów blokowych i zagadnienia falowe (Koszalin 1987, wspólnie z Z. Hryniewiczem i Z. Sienkiewiczem). Ma na koncie kilka patentów („Sposób sprężania powłoki tekstylnej”, „Sposób wstępnego sprężania dwukierunkowej siatki cięgnowej”, „Konstrukcja uszczelniająca rurociąg w ścianie basenu kąpielowego”). Pod jego kierunkiem dyplom doktora uzyskało pięciu współpracowników (na podstawie prac dotyczących konstrukcji wiszących lub konstrukcji współpracujących z podłożem gruntowym).
W 1974 został członkiem Sekcji Mechaniki Konstrukcji Komitetu Inżynierii Lądowej i Wodnej Polskiej Akademii Nauk. Przez dwie kadencje zasiadał w zarządzie głównym Polskiego Towarzystwa Mechaniki Teoretycznej i Stosowanej. Otrzymał wiele wyróżnień, nagród resortowych (indywidualnych i zespołowych), nagród koszalińskiego oddziału Naczelnej Organizacji Technicznej, a także honorowy tytuł „Mister Techniki Polskiej” (1973).
Zmarł 30 stycznia 2021, tydzień po swoich 92 urodzinach i został pochowany na cmentarzu komunalnym w Koszalinie.

## Odznaczenia
- Krzyż Oficerski Orderu Odrodzenia Polski (1998)[3]